# Liste des chefs d'État du Monténégro
Cette page dresse la des chefs d'État du Monténégro.

## Dioclée

### Les premiers souverains de Dioclée
- Archonte Petar (c.854), connu sous le nom de Predimir, souverain de Dioclée, Travunia, Zahumlje et Podgoria (Transmontana).
- Hvalimir (c.900), fils de l'archonte Petar
- Sylvestre (vers 900), fils de Boleslav, prince de Travunia et neveu (petit-fils ?) de Hvalimir Ier.
- Tugemir (c. 900), fils de Sylvestre
- Hvalimir II (c. 900), fils de Tugemir
- Petrislav (en) (971-990), fils de Hvalimir II, hérite du territoire de Podgoria (Transmontana) après la mort de son frère Miroslav au lac Scutari (actuel lac Skadar).
- Jovan Vladimir (990-1016), également connu sous le nom de Vladimir ou Saint Jovan Vladimir, fils de Petrislav.
- Prince Dragomir (en), vassal byzantin (1016-1034)

### La dynastie des Vojislavljevic
- Stefan Dobroslav Vojislav (c.1034-1050)
- Mihailo Vojislavljević (c.1050-1081)-le premier roi de cette dynastie
- Constantin Bodin (1081-1101)
- Mihailo II. Vojislavljević et Dobroslav II (1101-1102), fils de Bodin
- Dobroslav III (1102)
- Kocopar Branislavljević (1102-1103)
- Vladimir (1103-1113), neveu de Bodin
- Đorđe (1113-1118), fils de Bodin.
- Grubesa Branislavljević (1118-1125)
- Đorđe (1125-1131), son second règne, fils de Bodin.
- Gradihna Branislavjević (1131-1146)
- Radoslav Gradišnić (1146-1162), fils de Gradihna
- Mihailo III. Vojislav (1162-1186), le dernier souverain de Dukla.

## Royaume de Serbe

### La dynastie des Nemanjić (1186-1355)
- Stefan Nemanja (1166-1196), grand-duc
- Vukan II. Nemanjić (1196-1208)
- Stefan Ier Nemanjić (1196-1228), premier roi
- Đorđe Nemanjić (en) (1208-1243)
- Stefan Radoslav (1228-1233)
- Stefan Vladislav (1234-1243)
- Stefan Uroš Ier (1243-1276)
- Stefan Dragutin (1276-1282)
- Stefan Uroš II. Milutin (1282-1321)
- Stefan Uroš III. Dečanski (1321-1331)
- Stefan Uroš IV. Dušan (Dušan le Fort) (1331-1355), roi de Serbie (1331-1346), tsar de Serbie et de Grèce (1346-1355)

## Duché de Zeta

### La dynastie des Balšić
- Balša Ier (1356-1362)
- Đurađ Ier (en) (1362-1378)
- Balša II (en) (1378-1385)
- Đurađ II (en) (1385-1403)
- Balša III (1403-1421) (avant sa mort, Balša III cède ses terres à son oncle, le tyran serbe Stefan Lazarević).
- les souverains de Serbie qui ont régné à Zeta
- Stefan Lazarević (1421-1427)
- Đurađ III. Branković (1427-1435)

### Les vladykas Crnojević
- Đurađ III Crnojević (en) (1421-1435)
- Stefan Ier Crnojević (en) (1435-1465)
- Ivan Ier Crnojević (en) (1465-1490)
- Đurađ IV Crnojević (1490-1496)
- Stefan II Crnojević (en) (1496-1498)
- Ivan II Crnojević (1498-1515)
- Đurađ V Crnojević (en) (1515-1516)

## Les souverains du Montenegro

### Prince-Évêques (Владика/Vladika) du Monténégro, non héréditaires (1516 - 1696)
Le terme Prince-Évêque concentre la réalité de deux pouvoirs, le premier de nature temporelle, le second de nature spirituelle. Le titulaire du titre exerce à la fois le pouvoir comme prince du Monténégro, et le représentant de l'Église orthodoxe serbe sur place. Tous les princes-évêques ont en effet accepté l’autorité de l'Église serbe.
- Vavila (en) (1516 - 1520, métropolite depuis 1493)
- German II (1520 - 1530)
- Pavle (1530 - 1532)
- Vasilije Ier (1532 - 1540)
- Nikodim (1540)
- Romil (1540 - 1559)
- Makarije (1560 - 1561)
- Ruvim Ier (1561 -1569)
- Pahomije II Komanin (1569 - 1579)
- Gerasim (1575 - 1579)
- Venijamin (1582 - 1591)
- Nikanor et Stefan (1591 - 1593, conjointement)
- Ruvim II Boljević-Njegos (en) (1593 -1636)
- Mardarije Ier Kornečanin (en) (1639 -1649)
- Visarion II (uk) (1649 -1659)
- Mardarije II Kornečanin (1659 -1673)
- Ruvim III Boljević (en) (1673 -1685)
- Vasilije II Velikrasić (1685)
- Visarion III Bajica (uk) (1685 -1692)
- Sava Ier Očinić (en) (1692 - 1696)

### Maison Petrović-Njegoš (1696 - 1918)

#### Prince-Évêques (Владика/Vladika) du Monténégro (1696 - 1852)
- Danilo Ier Šćepčev Petrović-Njegoš 1696-1735
- Sava II Petrović-Njegoš 1735-1744 (pr.)
- Vasilije III Petrović-Njegoš (en) 1744-1766
- Sava II Petrović-Njegoš 1766-1781 (sec.)
- Arsenije Plamenac (en) 1781-1784
- Petar Ier Petrović-Njegoš 1784-1830
- Petar II Petrović-Njegoš 1830-1851
- Danilo II Petrović-Njegoš 1851-1852

#### Prince (Кнез/Knez) du Monténégro (1852 - 1910)
- Danilo I Petrović-Njegoš 1852-1860
- Nikola I Petrović-Njegoš 1860-1910

#### Roi (Краљ/Kralj) du Monténégro (1910 - 1918)
- Nikola I Petrović-Njegoš 1910-1918

#### Prétendants
- Nikola I Petrović-Njegoš 1918-1921
- Danilo II Aleksander Petrović-Njegoš 1921-1921
- Mihailo Petrović-Njegoš 1921-1922
- Nikola Petrović-Njegoš depuis 1986

## Période «yougoslave» (1918 - 2006)

### République fédérale de Yougoslavie (1990 - 2003)
Voir Présidents du Monténégro#République du Monténégro

### Serbie-et-Monténégro (2003 - 2006)
Voir Présidents du Monténégro#République du Monténégro

## Monténégro indépendant (depuis 2006)
Voir Présidents du Monténégro#Monténégro